# Margareta Dumitrescu
Margareta Dumitrescu (născută Atanasiu, n. 15 aprilie 1903, București, România – d. 27 aprilie 1986, București, România) a fost o arahnologă și biospeologă română. 
A fost profesor doctor docent și cercetătoare la Institutul de Speologie „Emil Racoviță” din București, fiind specializată în studiul arahnidelor. 

## Distincții
- Ordinul „Meritul Științific” clasa a II-a (9 noiembrie 1973) „pentru îndelungata activitate științifică și pedagogică, cu prilejul împlinirii virstei de 70 de ani”[3]

## Taxoni numiți în onoarea sa
- Erigone dumitrescuae Georgescu, 1969
- Rowlandius dumitrescoae Rowland & Reddell, 1979
- Eukoenenia margaretae Orghidan, Georgesco & Sârbu, 1982
- Dumitrescoella Teruel, 2017

## Taxoni descriși
- Acanthocreagris callaticola Dumitresco & Orghidan, 1964
- Acanthocreagris mahnerti Dumitresco & Orghidan, 1986
- Antillobisium Dumitresco & Orghidan, 1977
- Antillobisium mitchelli Dumitresco & Orghidan, 1977
- Antillobisium vachoni Dumitresco & Orghidan, 1977
- Antillochernes muchmorei Dumitresco & Orghidan, 1977
- Antrohyphantes Dumitrescu, 1971
- Aphrastochthonius cubanus Dumitresco & Orghidan, 1977
- Brignolia Dumitrescu & Georgescu, 1983
- Carpathonesticus racovitzai Dumitrescu, 1980
- Centromerus dacicus Dumitrescu & Georgescu, 1980
- Centromerus gentilis Dumitrescu & Georgescu, 1980
- Cheiridium chamberlini Dumitresco & Orghidan, 1981
- Chthonius motasi Dumitresco & Orghidan, 1964
- Cryptocellus bordoni Dumitresco & Juvara-Bals, 1977
- Cryptocheiridium elegans Dumitresco & Orghidan, 1981
- Cubacanthozomus rowlandi Dumitresco, 1973
- Cubanocheiridium) Dumitresco & Orghidan, 1981
- Dactylochelifer marlausicola Dumitresco & Orghidan, 1969
- Diplotemnus vachoni Dumitresco & Orghidan, 1969
- Dumitrescoella decui (Dumitresco, 1977)
- Fageicera Dumitrescu & Georgescu, 1992
- Fageicera cubana Dumitrescu & Georgescu, 1992
- Fageicera loma Dumitrescu & Georgescu, 1992
- Fageicera nasuta Dumitrescu & Georgescu, 1992
- Globochthonius vandeli Dumitresco & Orghidan, 1964
- Heteroonops colombi Dumitrescu & Georgescu, 1983
- Lepthyphantes centromeroides carpaticus Dumitrescu & Georgescu, 1970
- Lucetia Dumitrescu & Georgescu, 1983
- Lucetia distincta Dumitrescu & Georgescu, 1983
- Lustrochernes viniai Dumitresco & Orghidan, 1977
- Mundochthonius decoui Dumitresco & Orghidan, 1970
- Neobisium closanicus Dumitresco & Orghidan, 1970
- Neobisium maxbeieri Dumitresco & Orghidan, 1972
- Neoxyphinus hispidus Dumitrescu & Georgescu, 1987
- Nesticus balacescui Dumitrescu, 1979
- Nesticus carpaticus Dumitrescu, 1979
- Nesticus cernensis Dumitrescu, 1979
- Nesticus constantinescui Dumitrescu, 1979
- Nesticus diaconui Dumitrescu, 1979
- Nesticus ionescui Dumitrescu, 1979
- Nesticus orghidani Dumitrescu, 1979
- Nesticus plesai Dumitrescu, 1980
- Nesticus wiehlei Dumitrescu, 1979
- Oonopoides bolivari Dumitrescu & Georgescu, 1987
- Oonopoides cavernicola Dumitrescu & Georgescu, 1983
- Oonopoides habanensis Dumitrescu & Georgescu, 1983
- Oonopoides humboldti Dumitrescu & Georgescu, 1983
- Oonopoides orghidani Dumitrescu & Georgescu, 1983
- Oonopoides pilosus Dumitrescu & Georgescu, 1983
- Oonopoides singularis Dumitrescu & Georgescu, 1983
- Oonops cubanus Dumitrescu & Georgescu, 1983
- Oonops minutus Dumitrescu & Georgescu, 1983
- Oonops propinquus Dumitrescu & Georgescu, 1983
- Rowlandius digitiger Dumitresco, 1977
- Rowlandius gladiger Dumitresco, 1977
- Rowlandius negreai Dumitresco, 1973
- Scaphiella bordoni Dumitrescu & Georgescu, 1987
- Scaphiella bryantae Dumitrescu & Georgescu, 1983
- Speocera decui Dumitrescu & Georgescu, 1992
- Troglohyphantes jeanneli Dumitrescu & Georgescu, 1970
- Troglocubazomus orghidani Dumitresco, 1977
- Troglohyphantes racovitzai Dumitrescu & Georgescu, 1970